# OFC Club Championship 2006
In 2006 werd het OFC Club Championship voor de vijfde keer georganiseerd. De eindronde werd gespeeld in Nieuw-Zeeland. Auckland City FC werd de eerste Nieuw-Zeelandse en niet-Australische kampioen. De club plaatste zich hiermee voor het wereldkampioenschap voor clubs 2006.
Voor het eerst was er geen Australische vertegenwoordiger omdat dit land van de Oceanische naar de Aziatische bond was overgestapt. Hierdoor zou er voor het eerst ook een niet-Australische club het toernooi winnen.
Het zou de laatste editie van het OFC Club Championship blijken te zijn. Een jaar later ging de OFC Champions League van start.

## Opzet
In de voorronde streden vijf clubs om één plaats in de eindronde.

## Wedstrijden

### Voorronde
Alle wedstrijden in de voorronde werden in Ba in Fiji gespeeld. PanSa Soccer Club uit Amerikaans-Samoa deed uiteindelijk niet mee.
| Datum | Winnaar           | Uitslag(en) | Verliezer         |
| ----- | ----------------- | ----------- | ----------------- |
| 06-02 | Nokia Eagles      | 5-1         | SC Lotoha'apai    |
| 06-02 | Tuanaimato Breeze | 2-1         | Nikao Sokattak    |
| 08-02 | SC Lotoha'apai    | 3-1         | Nikao Sokattak    |
| 08-02 | Nokia Eagles      | 2-1         | Tuanaimato Breeze |
| 10-02 | Tuanaimato Breeze | 1-1         | SC Lotoha'apai    |
| 10-02 | Nokia Eagles      | 0-0         | Nikao Sokattak    |

| # | Club              | W-G-V | Pnt | V-T |
| - | ----------------- | ----- | --- | --- |
| 1 | Nokia Eagles      | 2-1-0 | 7   | 7-2 |
| 2 | Tuanaimato Breeze | 1-1-1 | 4   | 4-4 |
| 3 | SC Lotoha'apai    | 1-1-1 | 4   | 5-7 |
| 4 | Nikao Sokattak    | 0-1-2 | 1   | 2-5 |

### Eindronde
Alle wedstrijden in de eindronde werden in Albany, een voorstad van Auckland in Nieuw-Zeeland gespeeld.

#### Eerste ronde

##### Groep A
| Datum | Winnaar           | Uitslag(en) | Verliezer         |
| ----- | ----------------- | ----------- | ----------------- |
| 10-05 | AS Pirae          | 10-1        | Marist FC Honiara |
| 10-05 | Auckland City FC  | 7-0         | Sobou FC Lae      |
| 13-05 | Auckland City FC  | 3-1         | Marist FC Honiara |
| 14-05 | AS Pirae          | 7-0         | Sobou FC Lae      |
| 16-05 | Marist FC Honiara | 7-1         | Sobou FC Lae      |
| 16-05 | Auckland City FC  | 1-0         | AS Pirae          |

| # | Club              | W-G-V | Pnt | V-T  |
| - | ----------------- | ----- | --- | ---- |
| 1 | Auckland City FC  | 3-0-0 | 9   | 11-1 |
| 2 | AS Pirae          | 2-0-1 | 6   | 17-2 |
| 3 | Marist FC Honiara | 1-0-2 | 3   | 9-14 |
| 4 | Sobou FC Lae      | 0-0-3 | 0   | 1-21 |

##### Groep B
| Datum | Winnaar             | Uitslag(en) | Verliezer         |
| ----- | ------------------- | ----------- | ----------------- |
| 11-05 | Tafea F.C.          | 1-0         | AS Magenta Nouméa |
| 11-05 | YoungHeart Manawatu | 2-2         | Nokia Eagles      |
| 13-05 | YoungHeart Manawatu | 3-0         | AS Magenta Nouméa |
| 14-05 | Nokia Eagles        | 3-3         | Tafea F.C.        |
| 16-05 | YoungHeart Manawatu | 3-3         | Tafea F.C.        |
| 16-05 | AS Magenta Nouméa   | 1-0         | Nokia Eagles      |

| # | Club                | W-G-V | Pnt | V-T |
| - | ------------------- | ----- | --- | --- |
| 1 | YoungHeart Manawatu | 1-2-0 | 5   | 8-5 |
| 2 | Nokia Eagles        | 1-1-1 | 4   | 6-3 |
| 3 | Tafea F.C.          | 1-1-1 | 4   | 4-7 |
| 4 | AS Magenta Nouméa   | 1-0-2 | 3   | 1-4 |

#### Knock-outfase
| Datum | Ronde        | Winnaar             | Uitslag(en) | Verliezer           |
| ----- | ------------ | ------------------- | ----------- | ------------------- |
| 19-05 | Halve finale | Auckland City FC    | 9-1         | Nokia Eagles        |
| 19-05 | Halve finale | AS Pirae            | 2-1         | YoungHeart Manawatu |
| 21-05 | 3e/4e plaats | YoungHeart Manawatu | 4-0         | Nokia Eagles        |
| 21-05 | Finale       | Auckland City FC    | 3-1         | AS Pirae            |

OFC Club Championship: 1987 · 1999 · 2001 · 2005 · 2006 

OFC Champions League: 2007 · 2007/08 · 2008/09 · 2009/10 · 2010/11 · 2011/12 · 2012/13 · 2013/14 · 2014/15 · 2016 · 2017 · 2018 · 2019 · 2020 · 2021 · 2022 · 2023